# Industria argentina, la fábrica es para los que trabajan

 Industria argentina, la fábrica es para los que trabajan  es una película argentina dirigida por Ricardo Díaz Iacoponi sobre su propio guion que se estrenó el 12 de abril de 2012. Protagonizada por Carlos Portaluppi, Eduardo Cutuli y Aymará Rovera. Coprotagonizada por Daniel Valenzuela, Luis Margani, Marcelo Sein y Celina Font. También, contó con la actuación especial de la primera actriz Soledad Silveyra. Y la participación de Manuel Vicente.

## Sinopsis
Los trabajadores de una fábrica metalúrgica que cierra se organizan como una cooperativa para mantener en funcionamiento la compañía abandonada por sus dueños.

## Reparto
- Carlos Portaluppi ... Juan Ralde
- Eduardo Cutuli ... Daniel Alanis
- Aymará Rovera ... Laura
- Soledad Silveyra ... Síndico
- Manuel Vicente ... Juan Carlos
- Daniel Valenzuela ... Rubén
- Celina Font ... Noemí
- Luis Margani ... Cacho
- Marcelo Sein ... Ramón
- Luis Lezcano ... Abogado
- Fiorella Indelicto ... Micaela
- Eduardo Narvay ... Esteban
- Atilio Veronelli ... Rematador
- Brenda Fabregat ... Julieta
- Pedro Kochdilian ... Osvaldo
- Daniel Reyes ... Rodolfo
- Carlos Garric ... Juez
- Carlo Argento ... Médico
- Isabel de la Fuente ... Secretaria Juzgado

## Comentarios
El crítico de Ámbito Financiero Paraná Sendrós opina que un punto a favor en el filme es que la trama no recurre a ninguna aparición providencial, sino que los obreros se salvan por su propio esfuerzo, con la sola orientación de un abogado y la lúcida comprensión de un juez en lo civil y comercial. El punto en contra es que no plantea de modo verosímil tanto las razones del dueño como las de sus empleados, buscando un entendimiento, sino que el dueño es presentado monolíticamente como mala persona, estafador, prepotente, etc., siempre acompañado por un chófer guardaespaldas. Y como una mala persona no basta, ahí está también la síndico prepotente, enemiga de los obreros, papel que Soledad Silveyra encarna con entusiasmo de sainete y peinado ventarrón y el crítico concluye: “Carlos Portaluppi, Cutuli, Daniel Valenzuela, Luis Margani, son bien creíbles como trabajadores, y muchas situaciones que interpretan se hacen más que reconocibles y sensibles para el público hacia el cual la obra va orientada: el de las propias fábricas recuperadas, que además, en nombre de sus luchas y sentimientos, puede pasar por alto alegremente algunas limitaciones evidentes de escenografía, puesta en escena y presupuesto (por empezar, faltan extras). Lástima que de esa forma, el discurso convence solo a los convencidos.
La crónica de La Nación a cargo de Adolfo C. Martínez dice que:

“El novel director Ricardo Díaz Iacoponi narra una historia cálida, humana, plena de aciertos tanto en las situaciones como en los diálogos, y así el film se transforma en la radiografía de muchos, que como ellos, debieron vivir en épocas de desesperanza.

El realizador no necesitó de enredadas madejas ni de elementos herméticos para contar esta trama. Apostó a la humildad de sus personajes, a la sinceridad de sus acciones, a la sencillez de un guion que marca paso a paso la diversidad de esos hombres tronchados por la pobreza que se les avecina. Contó, además, con un elenco que supo insertarse en este entramado, y así sobresalen los trabajos de Carlos Portaluppi y Cutuli, acompañados con idéntico fervor por Aymará Rovera, Celina Font, Daniel Valenzuela, Manuel Vicente y Soledad Silveyra. El apoyo técnico es otro puntal del relato, ya que la fotografía y la música enmarcan con calidad esta anécdota de dolor y esperanza..”